# Даријус Сонгајла
Даријус Сонгајла (литв. Darius Songaila; Маријамполе, 14. фебруар 1978) је бивши литвански кошаркаш, а садашњи кошаркашки тренер. Играо је на позицијама крилног центра и центра.

## Каријера
Сонгајла је играо колеџ кошарку на универзитету Вејк Форест од 1998. до 2002. године. Био је 50. пик на НБА драфту одржаном 2002. године. Изабрали су га Бостон селтикси, али за тај тим никада није играо. Прву сениорску сезону је одиграо за московски ЦСКА а затим одлази у НБА. Богато искуство је стекао играјући за Сакраменто, Чикаго, Вашингтон, Њу Орлеанс и Филаделфију. У најјачој лиги света је одиграо 495 утакмица, 79 као стартер, уз просечно 18,6 минута проведених на терену. За то време је бележио 6,9 поена, 3.4 скока и 1,2 асистенције. Године 2011. се вратио у Европу и играо до краја каријере за Галатасарај, Ваљадолид, Доњецк, Лијетувос ритас и Жалгирис.
Са репрезентацијом Литваније освојио је златну медаљу на Европском првенству 2003. Такође има и бронзану медаљу са Европског првенства 2007. као и са Олимпијских игара 2000. у Сиднеју.

## Успеси

### Клупски
- ЦСКА Москва:
  - Првенство Русије (1): 2002/03.
- Жалгирис:
  - Првенство Литваније (1): 2014/15.
  - Куп Литваније (1): 2015.
- Галатасарај:
  - Суперкуп Турске (1): 2011.

### Репрезентативни
- Летње олимпијске игре:  2000.
- Европско првенство:  2003.
- Европско првенство:  2007.